# Atanas Paparisow
Atanas Atanassow Paparisow (bulgarisch Атанас Атанасов Папаризов, * 5. Juli 1951 in Sofia) ist ein bulgarischer Politiker und Diplomat.

## Leben
Paparisow wurde am 5. Juli 1951 in Sofia geboren. Nach Fall des Eisernen Vorhangs wurde Paparisow unter Andrei Lukanow im Jahr 1990 bulgarischer Minister für Außenhandel.
Er wurde mit der Europawahl in Bulgarien 2007 ordentliches Mitglied des Europaparlamentes Bulgariens für die Partei BSP für Bulgarien. Er wurde Mitglied der sozialdemokratischen Fraktion im Parlament. Er war unter anderem Mitglied im Komitee für Industrie, Forschung und Energie und im Komitee für die Beziehungen zu den Vereinigten Staaten. Seine Mitgliedschaft im Europäischen Parlament ging bis zum Ende der Legislaturperiode 2009.
Einige Jahre nach Ende seiner Zeit im Europäischen Parlament wurde Paparisow Ständiger Vertreter seines Landes bei der Welthandelsorganisation (WTO). Im Jahr 2015 wurde Paparisow in diesem Rahmen Vorsitzender des Organs zur Überprüfung der Handelspolitiken. Im Jahr 2016 wurde er Vorsitzender der Arbeitsgruppe über Handel, Schulden und Finanzen. Auch arbeitete er als Vorsitzender der Arbeitsgruppe für den Beitritt Bosnien und Herzegowinas zur WTO.